# Karl Lindahl
Karl Fritz Lindahl  (Stockholm, 26 september 1890 - Stockholm, 29 juni 1960) was een Zweedse turner. 
Lindahl won met de Zweedse ploeg de gouden medaille in de landenwedstrijd Zweeds systeem tijdens de Olympische Zomerspelen 1920.

## Resultaten

### Olympische Zomerspelen
| Jaar | Plaats    | Resultaten                           |
| ---- | --------- | ------------------------------------ |
| 1920 | Antwerpen | in de landenwedstrijd Zweeds systeem |